# Benenden
Benenden is een civil parish in het bestuurlijke gebied Tunbridge Wells, in het Engelse graafschap Kent.

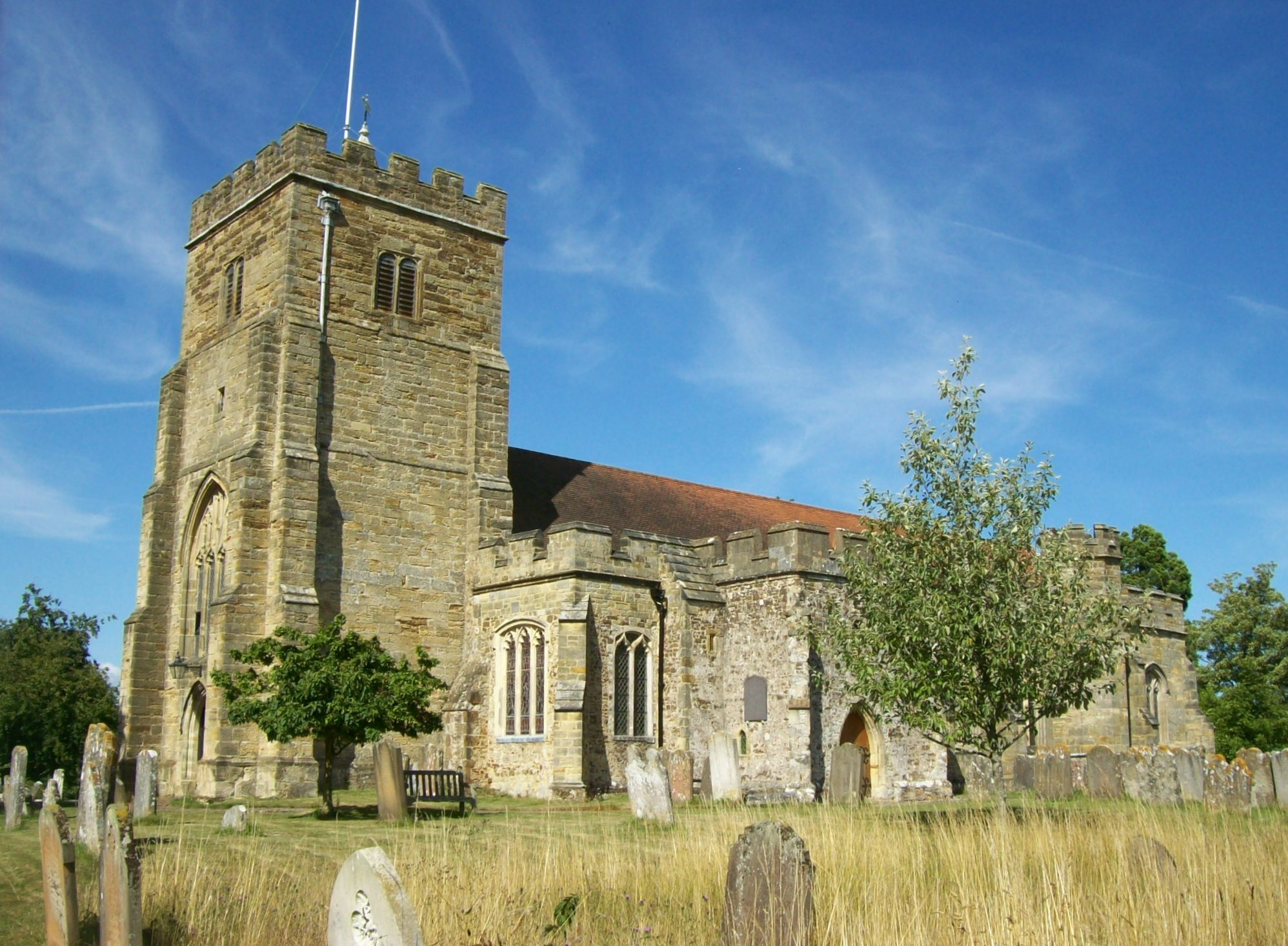
Kerk St. George